# Вязкостная муфта

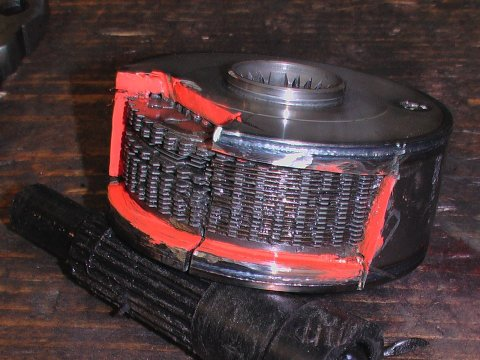
Вязкостная муфта с открытым корпусом

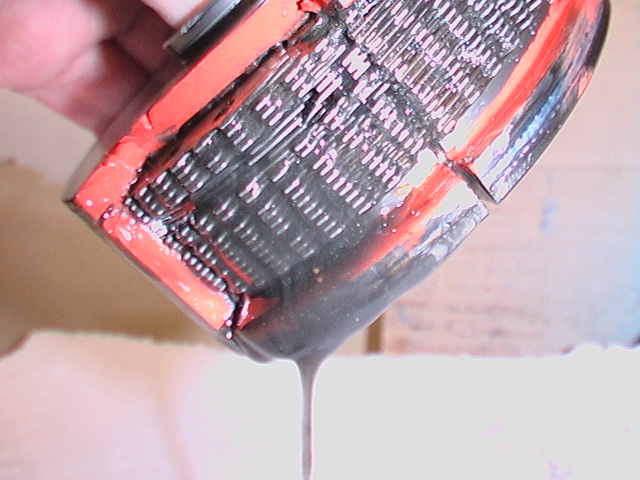
Рабочая жидкость вязкостной муфты

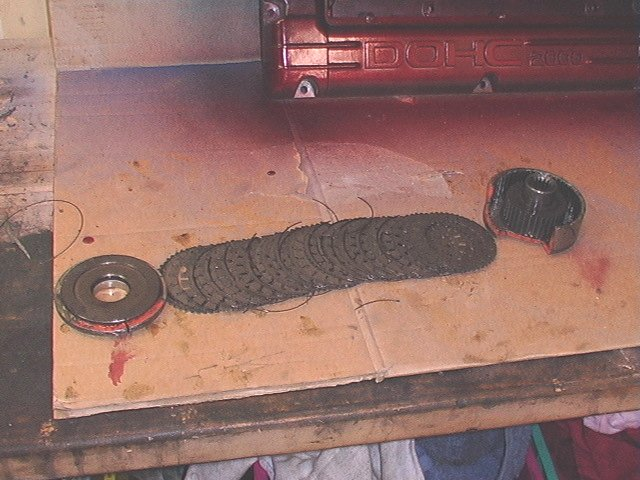
В полностью разобранном состоянии

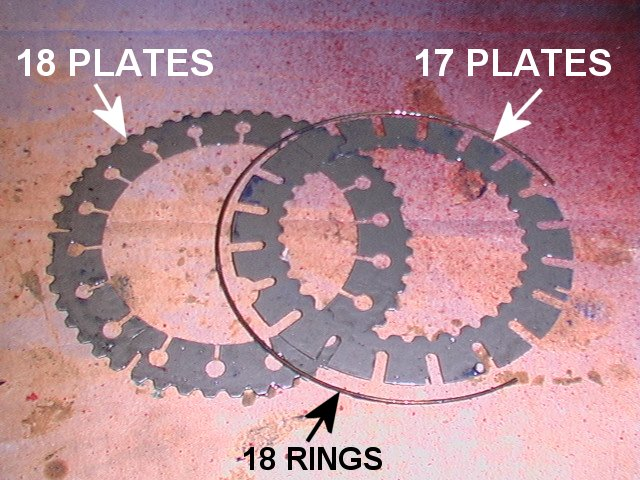
Внутренние пластины

Вязкостная муфта (или вискомуфта от лат. viscosus — вязкий) — это механическое устройство, которое передаёт вращающий момент посредством вязкой жидкости. Конструктивно она состоит из множества круглых пластин, имеющих выступы и отверстия. Эти пластины расположены очень близко друг к другу в герметичном корпусе. В муфте имеются две группы пластин: ведущие, соединённые с ведущим валом, и ведомые — с ведомым. Ведущие и ведомые пластины расположены чередуясь и соосно. Корпус заполнен дилатантной жидкостью, часто созданной на силиконовой основе. Когда пластины вращаются с одинаковой частотой, частицы жидкости почти не перемешиваются, и вязкость её невелика — через муфту передаётся крутящий момент. Когда один из валов начинает вращаться быстрее (или медленнее), чем другой, жидкость начинает перемешиваться, её вязкость, в силу дилатантных свойств, начинает прогрессивно возрастать. Жидкость может стать почти твёрдой и эффективно склеить пластины. В результате муфта может передавать больший крутящий момент. Величина момента определяется типом используемой жидкости, размером и количеством пластин, размером и формой отверстий и выступов в пластинах.
В некоторых вязкостных муфтах жидкость аккумулирует тепло, образующееся при вязком трении. Как следствие, жидкость расширяется, и расширение муфты приводит к прижатию пластин друг к другу, что увеличивает трение (не вязкое) между ними.
Эти устройства принципиально отличаются от гидромуфт и гидротрансформаторов тем, что используют вязкость жидкости для передачи момента, в то время как в гидромуфтах для передачи момента используются динамические свойства потока жидкости. Как следствие, вязкостные муфты менее требовательны к охлаждению. Величина передаваемого момента чувствительна к разнице скоростей вращения входного и выходного вала, но почти не зависит от абсолютных значений этих скоростей.

## Применение
Основное применение — полноприводные трансмиссии легковых автомобилей, где вискомуфта выполняет либо непосредственно роль эрзац-дифференциала, либо роль блокировочной муфты в дополнение к обычному дифференциалу.
В случае использования вискомуфты для обеспечения дифференциального вращения осей всегда следует понимать, что вискомуфта ни в коем случае дифференциалом не является: она не делит крутящие моменты и не разветвляет потоки мощности. В конструкциях таких трансмиссий всегда одна ось жёстко связана с мотором, а другая связана через вискомуфту, которая здесь располагается в разрезе вала привода своей оси до её межколёсного дифференциала. В штатных режимах движения ось, подключённая через вискомуфту, обеспечивает порядка 5-10 % вклада в общую силу тяги. В относительно краткосрочных экстра-режимах пробуксовки основной ведущей оси вискомуфта теоретически позволяет перебросить на подключаемую ось до 100 % эффективно используемой мощности, хотя зачастую обычно хватает и некоего переходного режима распределения тяги между осями. Время работы вискомуфты в заблокированном режиме обычно не слишком велико, и длительная её блокировка ведёт к перегреву и падению тягового усилия подключённой оси вплоть до нуля. Несмотря на этот недостаток, конструкция с подключаемой осью активно используется до сих пор на паркетных внедорожниках (обычно подключается задняя ось). Первой машиной с вискомуфтой в трансмиссии стал AMC Eagle 1980 года (подключалась передняя ось). Помимо внедорожников вискомуфта применялась на четвёртом-шестом поколении Porsche 911 (тип-993, тип-996, тип-997) на его полноприводных модификациях, в том числе 911-Турбо (подключалась передняя ось).
В случае использования вискомуфты для блокировки дифференциала, таковая связывает два любых его звена — либо корпус (водило) дифференциала и одно ведомое звено, либо оба ведомых звена, причём, оба варианта исполнения по своим возможностям идентичны. При взаимной пробуксовке звеньев вискомуфта выравнивает их угловые скорости вплоть до полной блокировки дифференциала. Такая конструкция использовалась например на межосевых дифференциалах Toyota Celica GT4 ST205, Subaru Impreza WRX GC8A и Alfa-Romeo 155Q4.

## Производители вязкостных муфт
Кроме производителей оригинальных вязкостных муфт существует несколько международных производителей, специализирующихся на вторичном рынке автокомплектующих, например:
- Delphi Corporation
- Wulf Gaertner Autoparts AG
- ZF Friedrichshafen AG
- Robert Bosch GmbH

## Дополнительная информация
«Visco» является товарным знаком Behr GmbH, Штутгарт. DPMA Registernummer 1130963